# TransUnion
TransUnion (NYSE: TRU)er et amerikansk kreditoplysningsbureau. TransUnion samler og sammenlægger informationer fra over 1 mia. forbrugere i over 30 lande, inklusiv 200 mio. profiler i USA. Blandt kunderne er 65.000 virksomheder.